# Tiziano Lamberti
Tiziano Lamberti (Torino, 1968) è un musicista, compositore e attore italiano presente in numerosi programmi televisivi tra cui Le Iene.

## Biografia
La sua carriera inizia nel 1991 come tastierista e pianista di Cristiano De André e, successivamente, di Eugenio Finardi. Durante gli anni '90 è stato docente di Band Training presso la Remscheid Academy (Germania) insieme a musicisti di respiro internazionale quali Martin Engelien, T.M. Stevens, Christian Neander, Mel Gaynor, Wayne Krantz.
Nel 2013 fonda l'etichetta Groove And Art Records (GAAR), che farà da collettore di tutte le sue successive produzioni musicali.
La sua carriera televisiva inizia nel 2007 insieme a Jacopo Morini, Francesco Granieri e Nik Bello con i quali forma i Bugs, un gruppo di irriverenti videomaker specializzati negli scherzi televisivi. Con loro, negli anni successivi, prenderà parte a numerosi programmi, tra cui Phone Bugs, Bugs Television e Le Iene (9 edizioni) in onda su Italia 1. Senza i Bugs, è presente come attore nelle ultime due edizioni di Scherzi a parte su Canale 5 (2019 e 2021). 
In ambito musicale, ha composto diverse colonne sonore, tra cui quella per Pianosequenza (2003) e Hans (2004) del regista Louis Nero. È inoltre co-autore della colonna sonora del film del 2018 Il sindaco - Italian Politics for Dummies e del docufilm del 2020 Ferro, incentrato sulla vita del cantautore italiano Tiziano Ferro e distribuito da Amazon Prime Video. 
È inoltre compositore di brani per campagne pubblicitarie mondiali. Per citarne alcune, è firmata da lui la soundtrack della campagna per il lancio mondiale di Nuova Fiat 500 (2007), Volkswagen Think Blue, Volkswagen Beetle Cabriolet e di altri brand come Abarth, Illy, Nike e Mizuno.
Nel 2016 ha ideato il format di live session Off The Corner e nel 2020 la start-up innovativa Sounzone, music library ad uso di creativi e Videomaker.

## Attività

### Colonne sonore nel cinema
- Pianosequenza, regia di Louis Nero (2003)
- Hans, regia di Louis Nero (2004)
- Il sindaco - Italian Politics for Dummies, regia di Davide Parenti e Claudio Canepari (2018)
- Ferro, regia di Beppe Tufarulo (2020)
- Il Caso Alex Schwazer, regia di Massimo Cappello (2023)

### Televisione
Legenda: A = Attore; CA = Co-Autore; C = Compositore; CS = Consulente musicale
- Phone Bugs, in onda sulla rete televisiva Jimmy (2006-2007) A/CA/C
- Bugs Television, in onda sulla rete televisiva GXT (2008-2015) A/CA/C
- Mai dire Candid, in onda su Italia 1 (2007) A/CA/CS
- Le Iene , in onda su Italia 1 (2007-2012) A/CA/CS
- Scherzi a parte, in onda su Canale 5 (2018) A
- Scherzi a parte (2021) A
- Scherzi a parte (2022) A

### Produzioni musicali
- Elettricità, Tiziano Lamberti, EMI, 1998
- Beatrice, Tiziano Lamberti, EMI, 1999
- Sto dormendo, Wooper, Sony BMG, 2003
- Custom.build_num._80, Iconoclash, Sony Music, 2004
- Mondovisione, Righeira, The Saifam Group, 2007
- Compressed Stuff, Tiziano Lamberti, Groove And Art Records, 2014
- Why Did You Leave Me This Way, Gary Hudson, Groove And Art Records, 2014
- Ay Que Dolor, Los Marianos, Groove And Art Records, 2015
- Karin And The Ugly Barnacles, Karin And The Ugly Barnacles, Groove And Art Records, 2018
- Comete, Bianco, inserito nell'album Tutto d'un fiato, INRI, 2019
- Canzoni che durano solo un momento, Bianco, INRI/Groove And Art Records, 2021